# آبانگان

آبانگان (چهارمِ آبان‌ماه به گاهشماریِ کنونی، دهمِ آبان‌ماه به گاهشماریِ یزدگردی) یکی از جشن‌های ایرانی است که در ستایش و نیایش ایزدبانو آناهیتا که ایزد آب‌های روان بوده‌است، برگزار می‌شده‌است. زمان برگزاری این جشن در آبان، روز دهم آبان بوده‌است.
آبان (نامِ دیگرِ ارِدْوی سورَ اَنَهیتَه/اَناهیتا) ایزدْبانویِ آب‌های روی زمین و نگاهبانِ پاکی و بی‌آلایشی در جهانِ هستی است. آناهیتا در اسطوره‌های ایرانی، یکی از تابناک‌ترین چهره‌ها و یکی از کارآمدترین نقشْ وَرزان است و در اوستا، سرود بلند و زیبایی به نام آبانْ یَشت با خیالْ نقش‌هایی دل‌پذیر، ویژهٔ نیایش و ستایش اوست:
... اوست بَرومندی که در همه جا بلندْ آوازه‌است.
اوست که در بسیار فَرّه مَندی، همچندِ همهِ آبهای روی زمین است.
اوست زورمندی که از کوهِ هُکَر به دریایِ فراخْ کرت ریزد.
من -- اهوره مَزدا -- او را به نیروی خویش، هستی بخشیدم تا خانه و روستا و شهر و کشور را بپرورم و پشتیبان و پناه بخش و نگاهبان باشم …
در اسطوره‌های ایرانی گفته می‌شود که در این روز زَو پادشاه ایران بر افراسیاب پیروزی یافته و او را از سرزمین خویش راند و نیز در این روز پس از پنج یا هفت سال خشکی باران آمده‌است.
«در جشن آبانگان، پارسیان به ویژه زنان در کنار دریا یا رودخانه‌ها، فرشتهٔ آب را نیایش می‌کنند. ایرانیان کهن آب را پاک (مقدس) می‌شمردند و هیچ‌گاه آن را آلوده نمی‌کردند و آبی را که ویژگی سه‌گانه‌اش (رنگ- بو- مزه) دگرگون می‌شد برای آشامیدن و شستشو به کار نمی‌بردند. زرتشتیان نیز در این روز همانند سایر جشن‌ها به آدریان‌ها (آتشکده‌ها) می‌روند و پس از آن برای گرامی داشت مقام فرشتهٔ آب‌ها، به کنار جوی‌ها و قنات‌ها رفته و با خواندن اوستای آبزور (بخشی از اوستا که به آب و آبان وابسته است) و به دستیاری مُوبَد خوانده می‌شود، اهورامزدا را ستایش کرده و درخواست فراوانی آب و نگهداری آن را کرده و پس از آن به شادی می‌پردازند.»